# Брухзальская резиденция
Дворец Брухзаль — комплекс зданий в стиле барокко в немецком городе Брухзаль в федеральной земле Баден-Вюртемберг. Построен в первой половине XVIII в. как новая резиденция князей-епископов Шпайера, взамен разрушенного в войне за пфальцское наследство епископского дворца в Шпайере.

## Исторический очерк
Строительство дворца было инициировано шпайерским князем-епископом Дамианом Хуго Филиппом фон Шёнборн-Буххайм в 1720-х гг. и в своём основном объёме восходит к планам курмайнцского главного директора по строительству Иоганна Максимилиана фон Вельша (Johann Maximilian von Welsch, 1671—1745), под руководством которого и начались работы.
После многочисленных корректур изначального плана, в 1731 г. общий надзор за строительными работами возглавил Бальтазар Нойман, по проекту которого была возведена центральная часть основного корпуса с роскошной главной лестницей, ведущей к двум парадным залам: Княжескому и Мраморному (или Императорскому).
Наряду с Нойманом, с 1731 по 1736 гг. над созданием внутреннего убранства и, прежде всего, фресок работал известный художник из Ломбардии Джованни Франческо Марчини (Giovanni Francesco Marchini, 1672—1736).
Оформление помещений в стиле рококо было произведено уже при следующем епископе, кардинале Франце Кристофе фон Хюттен цум Штольценберге (Franz Christoph Reichsfreiherr von Hutten zum Stolzenberg, 1706—1770). Фрески, созданные Иоганном Циком (Johannes Zick, 1702—1762), ярко демонстрируют прошлое, настоящее и будущее княжества-епископства Шпайер и прославляют епископа как хранителя веры. Штукатурные работы были завершены только в 1755 г. под руководством Иоганна Михаэля Фойхтмайера (Johann Michael Feuchtmayer, 1666—1713).
В результате медиатизации княжество-епископство Шпайер прекратило своё существование, и его правобережные владения на Рейне отошли в 1803 г. маркграфству Баден (левобережные территории были потеряны уже в 1792 г. в результате французских революционных войн, что было юридически закреплено в Кампо-Формийском договоре). Последнему епископу, Филиппу Францу Непомуку Вильдериху графу фон Вальдердорфу (Philipp Franz Nepomuk Wilderich Graf von Walderdorf, 1739—1810), было, однако, дозволено сохранить за собой княжеский титул и, кроме того, право на пожизненное использование южной части брухзальского дворца. При этом в северной части дворца была обустроена вдовья резиденция баденской наследной принцессы Амалии Гессен-Дармштадтской. С её смертью в 1832 г. Брухзаль потерял свой блеск и выпал из большой истории.
В XIX в. дворец использовался в качестве военного госпиталя, фрески были закрашены.
Лишь в начале XX в. (с 1900 по 1909 г.) дворец был отреставрирован, и под руководством пионера охраны памятников архитектуры Фрица Хирша (Fritz Hirsch) восстановлено считавшееся утраченным красочное внешнее оформление фасадов.
В последние дни Второй мировой войны, при авиабомбардировке Брухзаля 1 марта 1945 г., дворец оказался сильно разрушен и полностью выгорел; лестница Бальтазара Ноймана чудом пережила уничтожение и стала ядром проекта восстановления дворцового комплекса.

## Современное использование
Сегодня в брухзальском дворце, находящемся в собственности земли Баден-Вюртемберг (под управлением «Государственных замков и парков Баден-Вюртемберга»), располагаются Музей города Брухзаль и Германский музей музыкальных автоматов. Кроме того, на территории комплекса, в здании бывшей епископской канцелярии, проводит свои заседания Брухзальский окружной суд. 